# Sumiyoshi-ku (Osaka)
Sumiyoshi (住吉区 Sumiyoshi-ku?) es un barrio de la ciudad de Osaka, en la prefectura de Osaka, Japón. En julio de 2019 tenía una población estimada de 153.409 habitantes y una densidad de población de 16.320 personas por km². Su área total es de 9,40 km².

## Demografía
Según datos del censo japonés, la población de Sumiyoshi ha disminuido en los últimos años.
| Año del censo | Población |
| ------------- | --------- |
| 1995          | 162.493   |
| 2000          | 161.047   |
| 2005          | 158.999   |
| 2010          | 155.572   |
| 2015          | 154.239   |